# Качкарське
Качка́рське — село Новоазовської міської громади Кальміуського району Донецької області, Україна. Відстань до райцентру становить близько 16 км і проходить автошляхом місцевого значення.

## Російська агресія
26 серпня 2014 року біля села відбувся бій між українськими прикордонниками та загоном терористів.
Унаслідок російської військової агресії із серпня 2014 р. Качкарське перебуває на тимчасово окупованій території.

## Населення
За даними перепису 2001 року населення села становило 351 особу, з них 84,33 % зазначили рідною мову українську, 14,81 % — російську, 0,28 %— білоруську, циганську та молдовську мови.